# Karl Williger
Karl Williger war ein deutscher Landrat.

## Leben und Wirken
Nachdem er diese Funktion bereits kommissarisch ausgeübt hatte, übernahm er mit Wirkung vom 1. April 1935 definitiv das Amt des Landrats im Kreis Waldenburg i. Schles. Er saß als Landrat u. a. im Aufsichtsrat der Wüstewaldersdorf Kleinbahn AG. Im November 1943 wurde er als Landrat nach Neumarkt versetzt. Eine erneute Versetzung erfolgte am 1. Juni 1944 als Landrat nach Leobschütz. Der dortige Landrat Konrad Büchs übernahm hingegen diese Funktion in Neumarkt.